# Comostolopsis fluorita
Comostolopsis fluorita là một loài bướm đêm trong họ Geometridae.